# Mittelbruch (Brandenburg)
Mittelbruch ist eine Insel im Fluss Havel in der Stadt Brandenburg. Die Insel wird im Norden durch den Hauptarm der Havel, im Südosten durch einen zum Brandenburger Stadtkanal zählenden Havelarm und im Westen durch den Altarm Krakauer Havel Ost gebildet. Sie liegt im Naturschutzgebiet Mittlere Havel und ist sumpfig. Sie liegt unmittelbar östlich der Dominsel. Über einen aufgeschütteten Damm ist sie mit weiteren Inseln und der Krakauer Vorstadt verbunden. Auf der Insel ist eine Bungalowsiedlung errichtet worden.